# Baraolt
Baraolt (em húngaro: Barót) é uma cidade da Romênia com 10.464 habitantes, localizada no județ (distrito) de Covasna.